# ヴァージル・アブロー
ヴァージル・アブロー（英語：Virgil Abloh、1980年9月30日 - 2021年11月28日）は、アメリカ合衆国イリノイ州ロックフォード出身のファッションデザイナー、実業家、建築家、DJ。2018年から2021年まではルイ・ヴィトンのメンズウェアのアートディレクターを務めた。イタリアのファッションブランド「オフホワイト」の創設者でもある。会社を設立する前にフェンディでインターンを経験した。

## 経歴
1980年9月30日に、ヴァージル・アブロー、は、イリノイ州ロックフォードにガーナ系移民の子として生まれた。シカゴで非常に活動的に過ごした。
ウィスコンシン大学マディソン校を経てイリノイ工科大学に進学し、大学院在学中にレム・コールハース設計の建築中の建物（マコーミック・トリビューン・キャンパス・センター）の影響でファッションに興味を持つようになり、建築を学びながらTシャツをデザインするようになった。アブローは、シカゴのプリントショップでデザインを手掛けているときに、ミュージシャンのカニエ・ウェストと初めて出会った。
2009年にフェンディでカニエ・ウェストと同じクラスでインターンを務めた。フェンディの仕事を通じて、フェンディのCEOでルイ・ヴィトンのCEOでもあるマイケル・バークの目に留まる。2009年後半、アブローとウエストの仲間であったストリートファッションデザイナーのドン・Cは、シカゴにあるRSVP Galleryと呼ばれる小売店を立ち上げたが、アブローは自身のスタイルで店内のデザインを行った。
1年後、ウェストはアブローを彼のクリエイティブエージェンシーであるDONDAのクリエイティブディレクターに任命した。2011年には、ウェストはアブローに、ジェイ・Z / WestアルバムWatch the Throneの芸術監督を務めるよう依頼した。2012年、アブローは最初の会社であるPyrex Visionを立ち上げたが、1年後に会社を閉鎖している。
2013年にハイエンドのストリートブランド オフホワイト（Off-White）を立ち上げた。イタリアのミラノを拠点とするオフホワイトはアパレル界で注目を集めるようになり、パリ、その後は、中国、日本、アメリカに事業を展開していった。デザインはWHITEの大きな文字や斜めや交差した太い線などが特徴となっている。アブローは2014年に婦人服ラインを立ち上げ、パリ・コレクションで作品を披露した。アブローは東京でオフホワイト初のコンセプトストアを立ち上げ、同社の家具部門であるGrey Areaを立ち上げた。2017年には、ナイキと共同で「The Ten」というタイトルの新しいコレクションをデザインを依頼され、同社のさまざまなベストセラーシューズを再デザインした。
ナイキ以外にも、シュプリームとコラボレーションした。イケアと提携して、アパートや家具を設計も行っている。
2018年3月25日、アブローは黒人としては初めて、ルイ・ヴィトンのメンズウェアのクリエイティブディレクターに指名された。
2021年11月28日、心臓の脈管肉腫により死去。41歳没。2019年に既に癌と診断されていたが、生前はその情報を本人の希望によって非公表にしていたことが明らかにされた。妻と2人の子供がいる。